# Dichapetalum germainii
Dichapetalum germainii är en tvåhjärtbladig växtart som beskrevs av Lucien Leon Hauman. Dichapetalum germainii ingår i släktet Dichapetalum och familjen Dichapetalaceae. Inga underarter finns listade i Catalogue of Life.